# 大熊座纖維狀結構
大熊座纤维状结构是一个大尺度纤维状结构。该纤维状结构连接到CfA侏儒，该纤维状结构的一部分形成了该侏儒的一条“腿”。